# Hawaii Vice 6
Hawaii Vice 6 ist ein amerikanischer Pornofilm und Hardcore-Kriminalfilm des ehemaligen Pornodarstellers und Regisseurs Ron Jeremy aus dem Jahr 1989.
Dieser Pornofilm beinhaltet Cumshot- und Facial-Szenen.

## Handlung
Die Geschichte beginnt mit Ermittlungen zweier Kriminalpolizisten der hawaiianischen Polizei gegen ein Reisebüro, das verdächtigt wird, alleinstehende männliche Kunden zu ermorden, um Versicherungsgelder zu kassieren. Eine Reisebüroangestellte wird von der Kriminalpolizistin befragt und zeigt sich zunächst gelassen, ist aber tatsächlich eingeschüchtert. Im Gespräch mit ihrer Kollegin wird sie von der zweiten  Reisebüroangestellten beruhigt.
Der männliche Kriminalpolizist sucht als verdeckter Ermittler die zweite Reisebüroangestellte auf, um einen Reiseführer zu buchen. Die Situation entwickelt sich zu einer sexuellen Begegnung auf ihrem Schreibtisch, da die zweite Reisebüroangestellte Sex einsetzt, um den Vertragsschluss zu erreichen. Kurz nachdem er in ihr Gesicht ejakuliert hat und gerade im Begriff ist, einen Versicherungsvertrag zu unterschreiben, erscheint seine Kollegin mit der ersten Reisebüroangestellten, die sie mit Geld von der Versicherung auf der Flucht festgenommen hat und präsentiert belastendes Beweismaterial.
Der Polizeichef von Los Angeles beauftragt daraufhin die Polizisten Kascha und Francois mit der Verfolgung weiterer Verdächtiger. Sie können gerade noch verhindern, dass eine freiberufliche Reiseverkehrskauffrau ihren Kunden durch einen inszenierten Unfall mit einer schweren Vase tötet, nachdem dieser nach dem Geschlechtsverkehr mit ihr eingeschlafen war.
Der Polizeichef mit dem raschen Erfolg zufrieden, fordert Kascha und Francois aber auf, mit der Aktion fortzufahren. Eine scheinbar zusammenhangslose Szene zeigt einen Farmer und seine Freundin neben einem Traktor bei einem Stelldichein mit detailliert gezeigtem Geschlechtsakt.
Im weiteren Verlauf der Ermittlungen geraten eine Reisebüro-Managerin und ihr Assistent Peter ins Visier der Ermittler. Die Reisebüro-Managerin ist gerade dabei zu fliehen, als ihr Assistent Peter sie überraschend aufsucht. Sie erklärt ihm hastig die Situation: Das Büro in Hawaii ist aufgeflogen und es ist nur eine Frage der Zeit, bis man sie in L.A. findet.
Peter unterbricht ihre Fluchtvorbereitungen und gesteht, dass sie von allen Frauen in der Agentur diejenige sei, die er am meisten begehrt. Nach anfänglichem Zögern geht die Frau auf das Angebot ein und es entwickelt sich zwischen beiden eine leidenschaftliche Begegnung.
Nach ausgiebigen, leidenschaftlichen Zungenküssen äußert er den Wunsch zu sehen, was sich unter ihrem Kleid verbirgt, woraufhin sie bereitwillig ihr Kleid anhebt, die Beine spreizt und ihren entblößten Intimbereich präsentiert.
Es folgt eine intensive Sexszene, bei der die kopulierenden Genitalien ausgiebig gezeigt werden und Peter sie zunächst oral verwöhnt, bevor er zwischen ihren Schenkeln kniend in sie eindringt. Der folgende Geschlechtsverkehr findet auf dem Sofa statt und wird in verschiedenen Stellungen gezeigt, zunächst kniend zwischen den Schenkeln der Frau, im weiteren Verlauf von hinten, wobei sie ihm hilft, in sie einzudringen und schließlich in der Missionarsstellung. Die Szene endet damit, dass Peter zwischen ihren Brüsten zum Höhepunkt kommt und sechs Mal ejakuliert.
Nachdem beide sich wieder angekleidet haben, werden sie beim Verlassen des Gebäudes von Francois verhaftet. Während die Reisebüro-Managerin protestiert, dass es keine Beweise gäbe, holt Kascha eine Abhörvorrichtung mit Beweisen hinter genau dem Sofa hervor, auf dem das Paar es gerade noch getrieben hat.
Der Film endet damit, dass der Polizeichef sich damit brüstet, heimlich kompromittierendes Videomaterial von Kascha und Francois beim Geschlechtsverkehr am Strand aufgenommen zu haben, welches den Film abschließt und das er sich zum Abschluss ansieht.

## Kritiken
- Adult Video News[3] bewertet den Film mit der Note AA 1/2. Der Film wird für seine Verpackung und die zunächst solide Handlung gelobt: „Die Polizisten Randy Spears und Ariel Knight aus Hawaii lösen einen Fall von Versicherungsbetrug, in den ein „Reisebüro“ verwickelt ist. Es ist ein ziemlich anständiger Teil der Story, [...]“.Positiv hervorgehoben werden die erste Szene, eine erotische Darbietung von Lynn LeMay und Randy Spears und die Chemie zwischen den Hauptdarstellern Kascha und Francois. Kritisiert werden deutliche Handlungsbrüche, insbesondere nach der ersten Szene, es heißt: „Dann geht die Kontinuität den Bach runter“. Die Sexszenen selbst werden gelobt, kritisiert wird aber, dass die Geschichte hauptsächlich aus losen Szenen besteht: „Die Sexszenen sind gar nicht schlecht, aber seltsam  aneinandergereiht“.